# Michèle Cros
Pour les articles homonymes, voir Cros.
Michèle Cros, née le 9 avril 1957 à Paris, est une anthropologue française, spécialisée dans l’anthropologie de la santé et de la nature. Ses travaux de terrain portent sur le Burkina Faso (pays lobi) et la Bolivie. Elle est professeure à l’université Lumière-Lyon-II.

## Biographie
Michèle Cros, élève de Georges Balandier et de Maurice Godelier à l’École des hautes études en sciences sociales, a obtenu un DESS de psychologie clinique et pathologique à université Paris V en 1985. Elle soutient une thèse de doctorat en 1987 sous la direction de Louis-Vincent Thomas à Paris V, sur l’anthropologie du sang chez les Lobi (Burkina Faso – Côte d’Ivoire) qui donnera lieu à une publication préfacée par l'hématologue Jean Bernard. Elle a soutenu son habilitation universitaire en 1996 sous la direction de Françoise Héritier à l’EHESS. Elle est nommée maitre de conférences à l’Université Bordeaux-II en 1990 avant de rejoindre l’université Lumière Lyon 2 en tant que professeur en 2002 après un détachement au CNRS de 1998 à 2000 en Bolivie. Ancienne directrice du département d’anthropologie de Lyon 2, elle est aujourd'hui chercheur au LADEC – le Laboratoire d’anthropologie  des enjeux contemporains, après avoir été accueillie au LAS – le Laboratoire d’anthropologie sociale en 2015-2016. Elle a été jusqu’en 2019 membre du Conseil d’évaluation scientifique du Musée du Quai Branly - Jacques-Chirac .

## Travaux de recherche et méthodologie

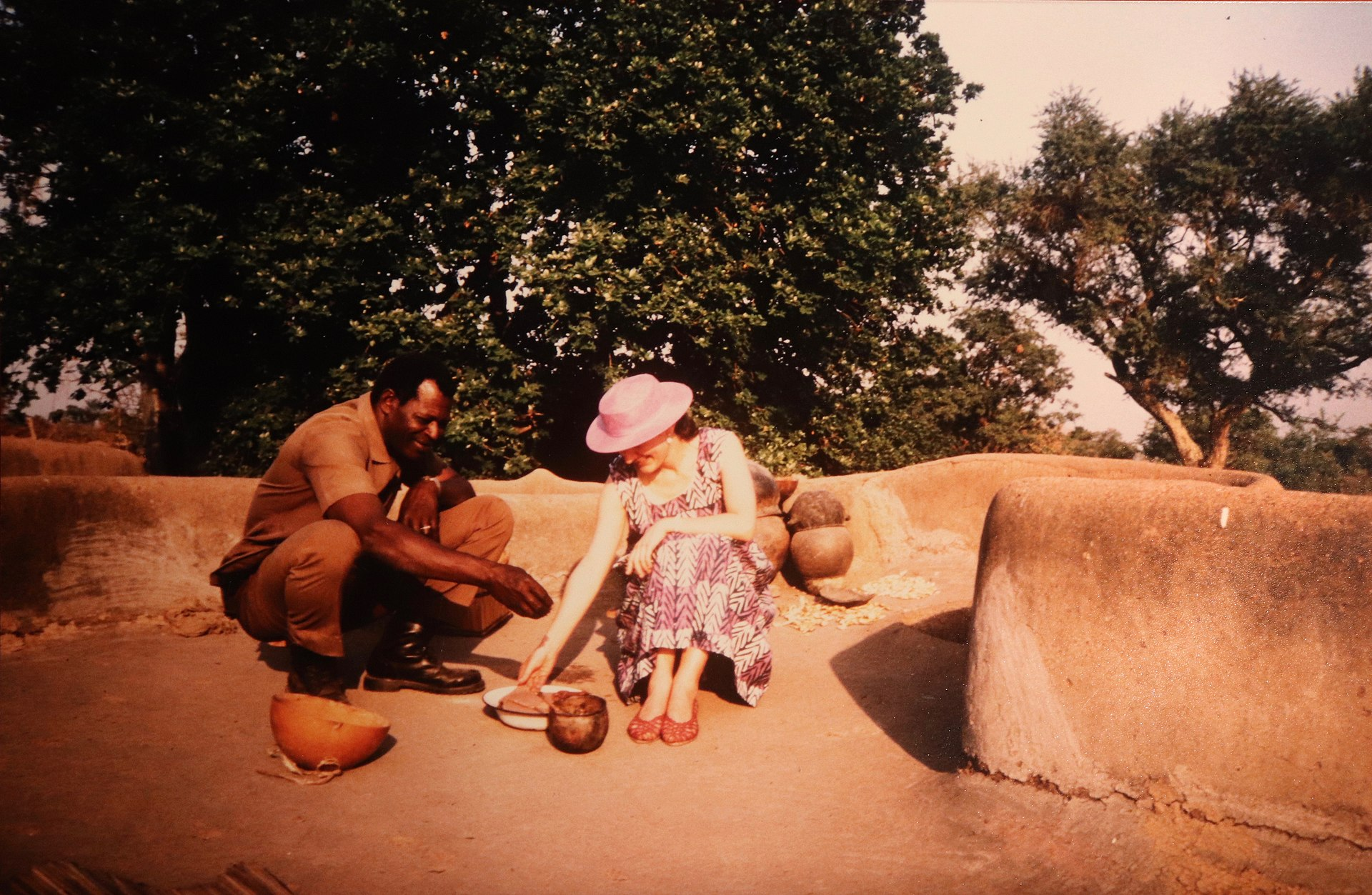
Michèle Cros et Désiré Pooda en pays Lobi dans les années 1990.

Après avoir travaillé sur  la symbolique du sang et l'imaginaire du sida en pays lobi burkinabè et la fête annuelle des Alasitas à La Paz, en Bolivie, ses recherches se portent sur la marchandisation de l'or au Burkina Faso , les génies de la brousse en passant par les animaux en Afrique subsaharienne en rapport avec les zoonoses et autres maladies émergentes liées au franchissement de la barrière des espèces.
Ses investigations se fondent sur des travaux de longue durée dans le cadre d’une ethnographie narrative et visuelle. Elle développe une méthode de recueil et d’analyse comparée  des paroles et des images recueillies à l’aide de narrations graphiques effectuées par les personnes avec lesquelles ses recherches sont conduites. 
Cette façon de faire s’apparente à une anthropologie projective qui témoigne de la portée heuristique du dessin en tant que médium permettant de donner à voir l’invisible ou le difficilement dicible notamment dans l’appréhension des logiques de la contagion en matière de pandémie, du sida à Ebola
Elle est l'auteure de publications sur la symbolique du sang, (notamment féminin), l'univers initiatique, l'imaginaire du sida,,, les représentations  de l'or, des génies et des animaux,, en Afrique .

## Publications

### Co-organisation de colloques
- « Visions du monde animal - Médiations ordinaires, cosmologies autochtones, brouillages ontologiques», L’Université Laval au Québec  les 13, 14 et 15 novembre 2013  avec Frédéric Laugrand et Julien Bondaz[19]
- « Pharmakon. Les mondes empoisonnés, approches anthropologiques», avec J. Bondaz, Maxime Michaud et E. Sanabria, Musée des Confluences, Lyon, 19-20 octobre 2017[20]
- « Militance pour la connaissance des cultures du sud-ouest du Burkina Faso – Hommage à Madeleine Père», Gaoua (Burkina Faso) avec Yamba Bidima, 9 décembre 2017[21]
- « Safaris et Selfies », Université Lumière-Lyon 2, 7 janvier 2019[22]
- « Les Chauves-souris à la frontière entre les espèces : enjeux trans-disciplinaires », avec F. Keck et A. Morvan, Collège de France, 4 juin 2019[23]

### Ouvrages
- Anthropologie du sang en Afrique : essai d'hématologie symbolique chez les Lobi du Burkina Faso et de Côte-d'Ivoire, Paris, L'Harmattan, 1990, 297 p. (ISBN 2-7384-0575-4 et 9782738405753, OCLC 23017125, lire en ligne). (Préface de Jean Bernard)
- Les maux de l'Autre - La maladie comme objet anthropologique, L’Harmattan, Paris, 1996, 142 pages, préface de Jean Benoist.
- Résister au Sida, récits du Burkina, PUF, 2005 [24]
- (coll.) Déjouer la mort en Afrique : or, orphelins, fantômes, trophées et fétiches, L'Harmattan, 2008 (OCLC 470922484).
- (coll.) Sur la piste du lion safaris ethnographiques entre images locales et imaginaire global, L'Harmattan, 2011 (OCLC 758816571).
- (coll.) Net et terrain ethnographie de la n@ture en Afrique, Archives contemporaines, 2011 (OCLC 800611799)[25].
- (coll.) L'animal cannibalisé : festins d'Afrique, Archives contemporaines, 2012 (OCLC 828232281).
- (coll.) Afriques au figuré : images migrantes, Paris, Éd. des Archives contemporaines, 2013, 203 p. (ISBN 978-2-8130-0132-0, lire en ligne).
- (coll.) Bêtes à pensées : visions des mondes animaux, Archives contemporaines, 2015 (OCLC 919931847).
- avec F. Laugrand et J. Bondaz, Liaisons animales – Questions d’affects, Anthropologie et Sociétés, vol. 39, n° 1-2, 2015
- avec J. Bondaz et F. Laugrand, Ontologies et figurations animales, Religiologiques, n°32, printemps/automne 2015
- Yamba Bidima, Michèle Cros et Quentin Mégret, Militance - Pour la connaissance des cultures du Sud-Ouest du Burkina Faso, Paris, L'Harmattan, 230 p. (ISBN 978-2-343-21049-0)
- Michèle Cros, Benjamin Frerot, Marc Girard et Gaspard Reneault, Safaris et Selfies, Paris, L'Harmattan, 2021, 302 p. (ISBN 978-2-343-22655-2)
- avec J. Bondaz, Pharmakon - Corps et Mondes empoisonnés, approches anthropologiques, Revue Corps, Paris, 2021, n°19.
- avec F. Keck, Épidémies, Lectures anthropologiques, Paris, 2022, n°9.

## Liens extérieurs
- Ressource relative à la recherche :   - Persée
- Notices d'autorité :   - VIAF
  - ISNI
  - BnF (données)
  - IdRef
  - LCCN
  - GND
  - CiNii
  - Belgique
  - Pays-Bas
  - WorldCat